# 클레오파트라 포춘
《클레오파트라 포춘》는 타이토가 제작한 퍼즐 게임이다. 본래 1995년 타이토의 노래방 기계 타이토 X-55의 다운로드 소프트웨어로서 출시됐으며, 이후 1996년 주인공 파트라코를 추가한 아케이드판이 타이토 F3 시스템 기판으로 개발돼 발매됐다.
테트리스와 유사한 낙하 블록 형태의 퍼즐 게임으로, 플레이어는 미라, 암석 및 보물로 이뤄진 블록을 쌓아 제거하는 방식으로 진행해야 한다. 보물을 밑에 가두는 형태로 완성하거나 블록이 횡측으로 한 줄이 모두 가득찰 경우 해당 블록들을 제거할 수 있으며, 블록이 쌓인 형태나 연속으로 블록들을 제거하는 방식에 따라 계산된 점수를 획득할 수 있다.
1997년 퍼즐 모드가 추가된 세가 새턴 이식판이 출시됐다. 2001년에 플레이스테이션 및 드림캐스트로 이식됐다. 2022년에 시티 커넥션이 개발한 세가 새턴판에 기반한 이식판이 플레이스테이션 4, 엑스박스 원, 닌텐도 스위치 및 마이크로소프트 윈도우로 출시됐다.

## 개발
《클레오파트라 포춘》은 본래 1995년 말 타이토가 제조한 노래방 기계 '타이토 X-55' 전용 소프트웨어로 출시됐다. 해당 기계는 가동 후 전화선으로 게임과 음악을 다운로드할 수 있어 서비스 운영 당시 《클레오파트라 포춘》을 플레이할 수 있었다.

## 참조

### 내용주
1. ↑  영어: Cleopatra Fortune, 일본어: クレオパトラフォーチュン